# Szent Flórián-templom (Krakkó)
A Szent Flórián-templom (lengyelül Kościół św. Floriana) katolikus plébániatemplom a Warszawska utca (Ulica Warszawska) és a Jan Matejko tér (Plac Jana Matejki) sarkán a Kleparz negyedben, Krakkóban.
Egy legenda szerint 1184-ben a Szent Flórián maradványait szállító ökör megállt ezen a helyen, és nem mozdult, amíg meg nem fogadták, hogy templomot fognak építeni itt a mártír tiszteletére.

## Története
Az első templomot 1185 és 1216 között emelték itt. A káptalant Kadłubek Boldog Vince, krakkó püspöke és krónikás szentelte fel.
A jelenlegi templom a 17. században készült. Az után építették fel, hogy Krakkó svéd ostromakor Stefan Czarniecki elrendelte a külvárosok felgyújtását. A Kleparz is erre a sorsra jutott, a templom pusztulását okozva. Andrzej Trzebicki helyi püspök és a Krakkói Egyetem pénzügyi támogatásának köszönhetően a templomot 1657 és 1684 között barokk stílusban felújították. A felszentelését Mikołaj Oborski püspök végezte 1686-ban.
A templom a bari konföderáció harcainak idején újra leégett. Újjáépítési munkái 1755-től 1779-ig tartottak, amikor ismét felszentelték. A nyugati oldalon új kápolnákat építettek, továbbá új oltárokat és berendezési tárgyakat helyeztek el benne.
1902 és 1914 között felújították és korszerűsítették. A munkálatokat Józef Kryłowski építész és Franciszek Mączyński belsőépítész tervei szerint végezték.
Fontos események:
- A középkorban a templomtól indult a királyi út, a koronázáskor, temetéskor tartott díszes felvonulások, melyek az Óvároson keresztül fel a Wawelba vezetett.
- 1667-ben itt nyugodott rövid ideig Gonzaga Lujza Mária lengyel királyné.
- 1818-ban itt állították fel Tadeusz Kościuszko ravatalát.
- 1900-ban itt házasodott meg Stanisław Wyspiański író, festőművész, Krakkó szerelmese.
- 1949. augusztus 17-től 1951. augusztus végéig ebben a templomban volt vikárius Karol Wojtyła, a későbbi Szent II. János Pál pápa.

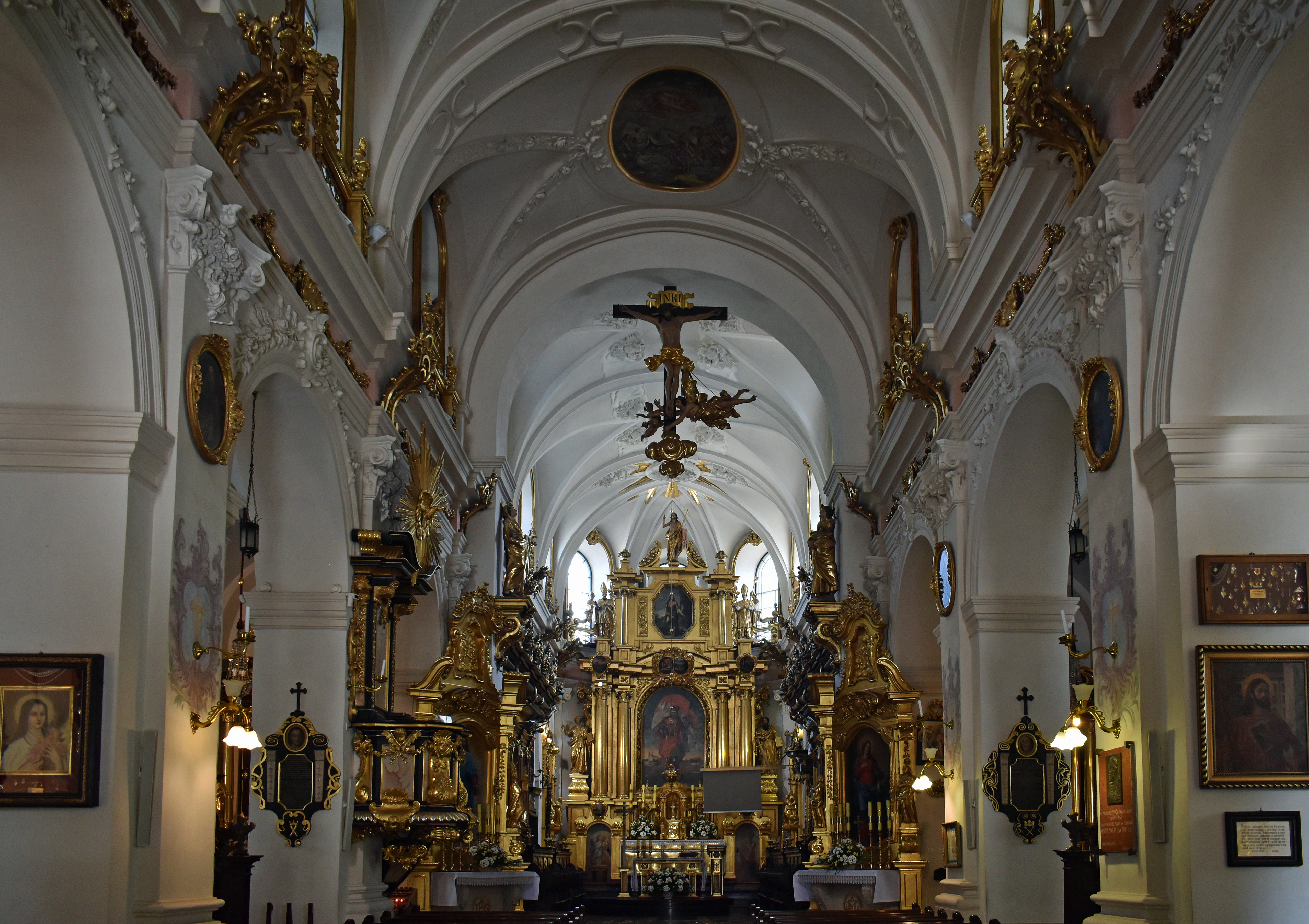
A templom belseje

## Fordítás
- Ez a szócikk részben vagy egészben a Kościół św. Floriana w Krakowie  című lengyel Wikipédia-szócikk ezen változatának fordításán alapul.  Az eredeti cikk szerkesztőit annak laptörténete sorolja fel. Ez a jelzés csupán a megfogalmazás eredetét és a szerzői jogokat jelzi, nem szolgál a cikkben szereplő információk forrásmegjelöléseként.